# Фурукава Такахару
Фурукава Такахару  (яп. 古川 高晴, 9 серпня 1984) — японський лучник, олімпійський медаліст.

## Виступи на Олімпіадах
| Олімпіада           | Дисципліна             | Місце |
| ------------------- | ---------------------- | ----- |
| Афіни 2004          | індивідуальна першість | 22    |
| Афіни 2004          | командна першість      | 8     |
| Пекін 2008          | індивідуальна першість | 33    |
| Лондон 2012         | індивідуальна першість | 2     |
| Лондон 2012         | командна першість      | 6     |
| Ріо-де-Жанейро 2016 | індивідуальна першість | 8     |
| Токіо 2020          | індивідуальна першість | 3     |
| Токіо 2020          | командна першість      | 3     |
| Париж 2024          | індивідуальна першість | 33    |
| Париж 2024          | командна першість      | 5     |

## Зовнішні посилання
- Фурукава Такахару на сайті World Archery (англійська)
- Фурукава Такахару на сайті Olympics.com (англійська)
- Фурукава Такахару на сайті Olympedia (англійська)